# Julius van Sleeswijk-Holstein-Sonderburg-Glücksburg

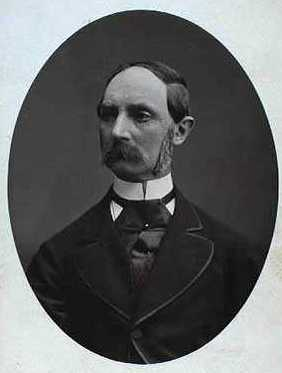
Julius van Sleeswijk-Holstein-Sonderburg-Glücksburg

Julius van Sleeswijk-Holstein-Sonderburg-Glücksburg (Gottorp, 14 oktober 1824 - Itzehoe, 1 juni 1903) was een prins uit het Huis Sleeswijk-Holstein-Sonderburg-Glücksburg.
Hij was het achtste kind en de vijfde zoon van Frederik Willem van Sleeswijk-Holstein-Sonderburg-Glücksburg en Louise Carolina van Hessen en een jongere broer van de latere Deense koning Christiaan IX. In 1853 toog hij in het kielzog van zijn neef Willem en als diens adviseur naar Griekenland, toen deze daar als George I de troon besteeg. Toen George I zijn oom op een dag betrapte terwijl hij in overleg was met allerlei ministers van zijn - in Griekenland zeer onpopulaire - voorganger Otto I, ontstak hij in woede. Koning George vermoedde een staatsgreep en stuurde zijn oom onmiddellijk terug naar Denemarken.
In 1883 trouwde Julius morganatisch met Elisabeth von Ziegesar, die door de Deense koning als Gravin von Roest in de adelstand werd verheven. Het paar kreeg geen kinderen.